# Trichocomaceae
Trichocomaceae es una familia de hongos del orden Eurotiales. Son hongos saprofíticos de distribución mundial. Se ha sugerido que la familia sea dividida en tres familias, Aspergillaceae, Thermoascaceae and Trichocomaceae.